# Philip Taaffe
Pour les articles homonymes, voir Taaffe.
Philip Taaffe, né en 1955 à Elizabeth dans le New Jersey, est un artiste américain. Il étudie les Beaux Arts à New York et est diplômé en 1977. En 1982 il réalise sa première exposition personnelle à New York, puis passe de nombreuses années à l'étranger (Inde, Amérique du Sud, Maroc) avant de s'installer à Naples où il vivra de 1988 à 1991. Depuis, il vit et travaille à New York.
Admirateur des découpages-collages de Matisse et du cubisme synthétique, Philip Taaffe joue avec les motifs, reprend des éléments marquants de l'histoire de l'art dans ses propres travaux. Ainsi, il revisite le zip de Barnett Newman en le présentant en spirale dans We are not afraid en 1985, le titre étant une réplique à la série de peintures de Newman intitulée Who's Afraid of Red, Yellow and Blue (1966-70). Dans Defiance (1986), il réinterprète les motifs de Bridget Riley.
À la fin des années 1980, il s'inspire de l'art islamique pour réaliser un cycle orientaliste.
Tout en utilisant un principe de répétition des motifs, Taaffe utilise des formes libérées et très colorées, ainsi que des figures animales et florales, n'apportant que peu d'importance à l'esthétisme.

## Sources
Monographie/Catalogue d'exposition intitulé "Philip Taaffe" publié par l'IVAM en 2000. (Commissaire d'exposition : Enrique Juncosa, Coordinatrice : Teresa Millet)